# Cystopteris diaphana
Cystopteris diaphana là một loài thực vật có mạch trong họ Woodsiaceae. Loài này được (Bory) Blasdell miêu tả khoa học đầu tiên năm 1963.